# Pietro Pandiani
(Enzo Biagi)
Pietro Pandiani, soprannominato Capitan Pietro (Taranto, 11 febbraio 1915 – Merano, 6 novembre 1972), è stato un partigiano e militare italiano.

## Biografia
Nacque a Taranto da Enrico e Addolorata Pisani e frequentò l'Accademia militare Nel 1936 fu inviato in Spagna a combattere accanto ai falangisti. Allo scoppio della seconda guerra mondiale fu richiamato e spedito in Libia dove restò ferito.
Nel 1943 si stabilì a Bologna per assistere suo fratello Bernardo, anch'egli rimasto ferito in Africa Settentrionale e svolse l'attività di ragioniere. Nel capoluogo emiliano entrò in contatto con il gruppo partigiano Partito d'Azione tramite il professor Oscar Scaglietti, antifascista, che cura il fratello.
Nell'estate 1944 assunse il comando della brigata partigiana Giustizia e Libertà Toni Matteotti Montagna, che operava tra Gaggio Montano e Castel d'Aiano, sull'Appennino bolognese, con frequenti spostamenti nel Modenese.Ebbe per primo il comando di quella brigata, che proteggeva un passaggio strategicamente importante perché al centro della linea di ritirata dell'esercito tedesco.
Nell'ottobre 1944, guidò la brigata in battaglie e duri scontri attorno a Gaggio Montano e a Monte Belvedere che portarono alla liberazione dell'alta Valle del Reno. La brigata si congiunse con la 5ª Armata americana, Pandiani chiese che la brigata fosse riarmata e per spostarsi sul fronte appenninico. Sotto il suo comando, si susseguirono numerosi combattimenti, compreso lo sfortunato assalto a Monte Belvedere.
Il 21 maggio 1945 entrò a Bologna alla testa dei suoi uomini tra l'entusiasmo della popolazione.
È stato decorato con la Medaglia d'Argento al Valor Militare. A Taranto gli è stata dedicata una piazzetta nelle vicinanze del lungomare tra via Nitti e via Cavallotti.

## Onorificenze
Medaglia d'argento al valor militare